# Kimmo Tarkkio
Kimmo Juhani Tarkkio, född 15 januari 1966 i Helsingfors, är en finländsk före detta fotbollsspelare. Under sin karriär spelade han bland annat för HJK Helsingfors, Hammarby IF, FC Haka och VPS. Han gjorde även 33 landskamper för Finlands landslag.
1991 vann Tarkkio skytteligan i Tipsligan med 23 mål på 28 matcher för FC Haka.

## Meriter
HJK Helsingfors
- Tipsligan: 1987, 1988, 1990

Geylang United
- S. League: 1996
- Singapores cup: 1996